# Melanaspis eglandulosa
Melanaspis eglandulosa är en insektsart som först beskrevs av Lindinger in och Brick 1909.  Melanaspis eglandulosa ingår i släktet Melanaspis och familjen pansarsköldlöss. Inga underarter finns listade i Catalogue of Life.